# دوسيتوس
دوسيتوس (بالإنجليزية: Dusetos) هي منطقة سكنية تقع في ليتوانيا في Aukštaitija. يقدر عدد سكانها بـ 866 نسمة .